# تقطير تفاعلي

تقطير تفاعلي في الكيمياء (بالإنجليزية: Reactive distillation) هي عملية تكون فيها المادة الداخلة في التفاعل هي المسببة لعملية الفصل. ولا يحتاج فصل ناتج التفاعل بعد ذلك عملية تقطير، مما يوفر الطاقة الحرارية ويوفر استهلاك المواد.
و تفيد تلك التقنية في حالة التفاعلات المتوازنة مثل تفاعلات إنتاج الإستر وتفاعلات تمييع الإستر hydration. ويمكن زيادة معدل التحول حتى يفوق ما يمكن الحصول عليه من حالة التوازن وحدها حيث تنفصل نواتج التفاعل باستمرار من منطقة نشاط التفاعل. ويساعد ذلك على تخفيض الكلفة الاستثمارية وقد تكون ذات أهمية من وجهة تقليل استهلاك المواد الخام.
ونظرا لحداثة هذا النوع من التقطير فهو يعطي مجالا واسعا للتطوير من وجهة التصميم النظري ونظم المحاكاة وتصميم أعمدة التجزئة وطرق ضبط سير عملية الفصل. ويعتمد البحث العلمي والتطوير في هذا المضمار على خصائص عديدة مثل تطايرية المواد الداخلة في التفاعل وتطايرية النواتج ، بالإضافة إلى قابلية المواد على التفاعل ودرجة الحرارة اللازمة. ومع أن التقطير التفأعلى قد ابتُكر عام 1921، إلا أن تطبيقاته في الصناعة لم تبدأ إلا بعد عام 1980.

## استخدامها
يستخدم التقطير التفاعلي كثيرا في الكيمياء العضوية.

## اقرأ أيضا
- تقطير جزئي
- تقطير النفط
- تقطير إتلافي
- تقطير جاف
- معادلة فينسك
- طبق نظري